# John R. Hodge
John Reed Hodge, né le 12 juin 1893 à Golconda dans l'Illinois et décédé le 12 novembre 1963 à Washington, est un général américain.

## Biographie

### Début de carrière
Hodge est né à Golconda, dans l'Illinois, il a étudié au College de l'Illinois du Sud et l'université d'Illinois. Il a étudié à l'école de US Army Officer Candidate à Fort Sheridan et entre au service militaire comme sous-lieutenant d'infanterie en 1917. Il sert durant la Première Guerre mondiale en France et au Luxembourg.
Après la fin de la guerre, il enseigne la science militaire à l'université d'État du Mississippi de 1921 à 1925 et est diplômé de l'École d'infanterie en 1926. Après une période à Hawaï, il est diplômé de l'École de l'état-major de commandement à l'Army War College et l'Air Corps Tactical School.

### Seconde Guerre mondiale
Au début de la Seconde Guerre mondiale, Hodge a fait partie du personnel du VII Corps. Il est nommé général de brigade, son premier combat se situe dans le cadre du personnel du général Joseph Lawton Collins dans la bataille de Guadalcanal. Il a ensuite participé à la bataille de Bougainville de 1943 à 1944. Il est promu général de division pendant la campagne des Philippines en 1944. En 1945, il prend part à la bataille d'Okinawa, et il a été promu au grade de lieutenant général en août, devenant le commandant du Corps XXIV de la dixième armée américaine.

### Guerre de Corée
De 1945 à 1948, Hodge est le gouverneur militaire de la Corée du Sud sous le gouvernement militaire des États-Unis en Corée (USAMGIK).
Hodge est ensuite retourné à Fort Bragg, en Caroline du Nord pour commander la V Corps US de 1948 à 1950. Après le déclenchement de la guerre de Corée en 1950, il est nommé commandant général de la troisième armée américaine, basée aux États-Unis d'Amérique, et non en Corée.

### Fin de carrière
Hodge a reçu une promotion comme général le 5 juillet 1952, et sa dernière affectation avant de se retirer était aussi chef des services extérieurs de l'armée, de 1952 à 1953. Le général Hodge a pris sa retraite du service militaire le 30 juin 1953.
Il est mort à Washington en 1963.

## Décorations
| Distinguished Service Medal    |                                             |
|                                | Navy Distinguished Service Medal            |
| Legion of Merit                |                                             |
| Purple Heart                   |                                             |
|                                | Air Medal                                   |
|                                | Army of Occupation of Germany Medal         |
|                                | American Defense Service Medal              |
|                                | American Campaign Medal                     |
| Asiatic-Pacific Campaign Medal |                                             |
|                                | World War II Victory Medal                  |
|                                | Army of Occupation Medal with “Japan” clasp |
|                                | National Defense Service Medal              |
| Korean Service Medal           |                                             |